# 埃律西昂区

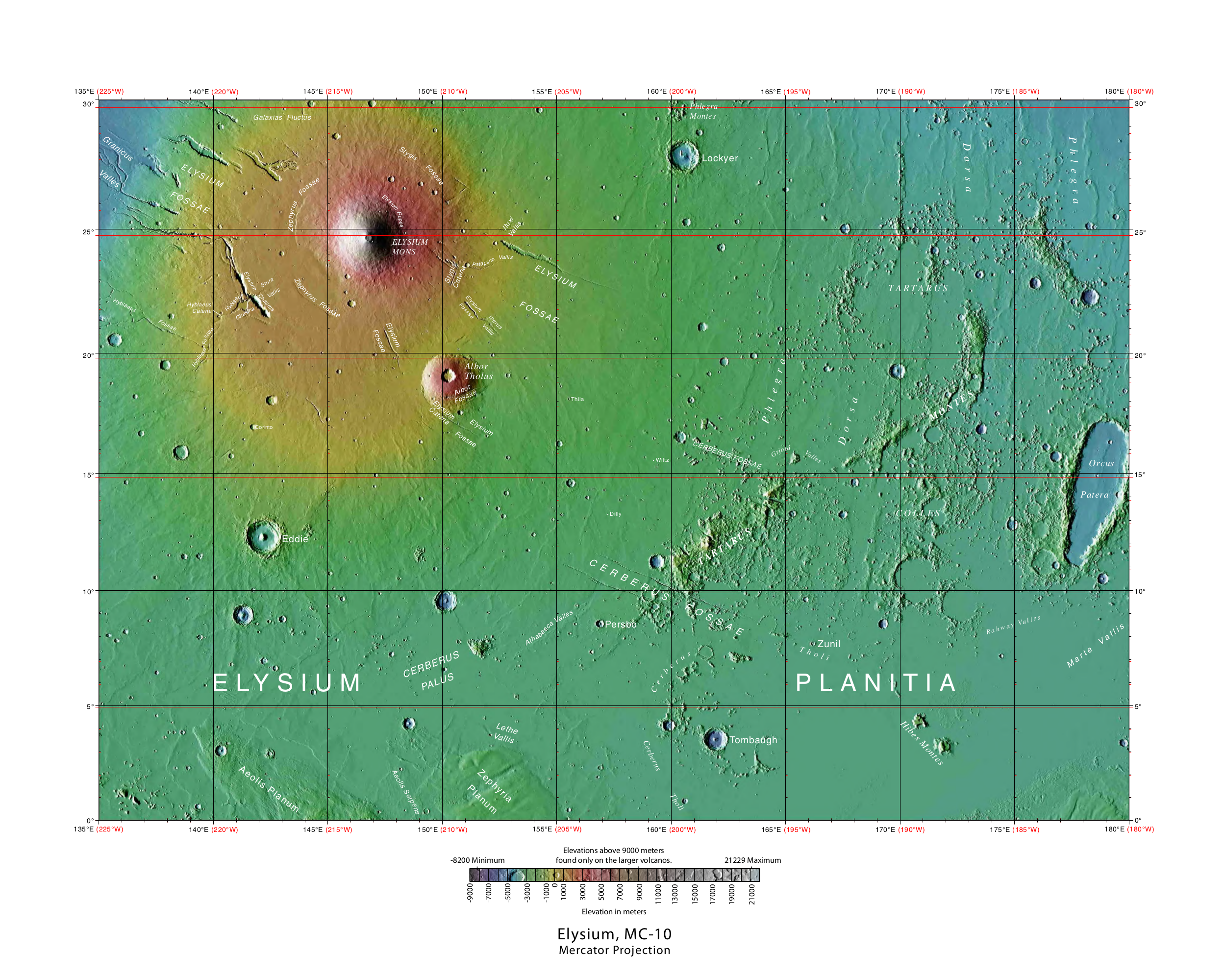
埃律西昂区

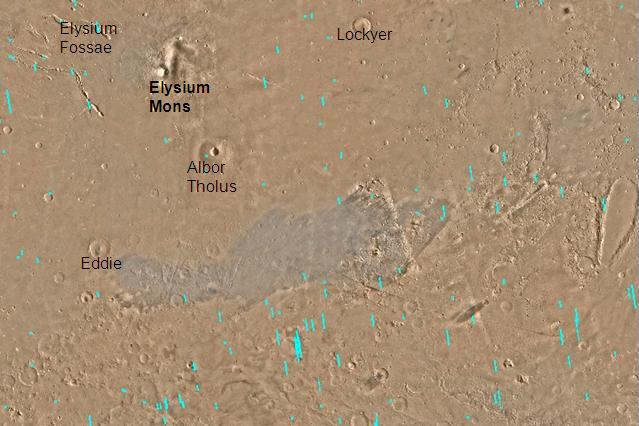
埃律西昂区

埃律西昂区（英語：Elysium quadrangle）是美国地质调查局太空地质学研究计划（Astrogeology Research Program）对火星表面划分的30个区域之一，编号为MC-15。
埃律西昂区覆盖了火星西经180°至225°、北纬0°至30°的区域。